# Campylopus clemensiae
Campylopus clemensiae är en bladmossart som beskrevs av Edwin Bunting Bartram 1962. Campylopus clemensiae ingår i släktet nervmossor, och familjen Dicranaceae. Inga underarter finns listade i Catalogue of Life.